# Apanteles eurytergis
Apanteles eurytergis är en stekelart som beskrevs av De Saeger 1941. Apanteles eurytergis ingår i släktet Apanteles och familjen bracksteklar. Inga underarter finns listade i Catalogue of Life.